# Josef Träger

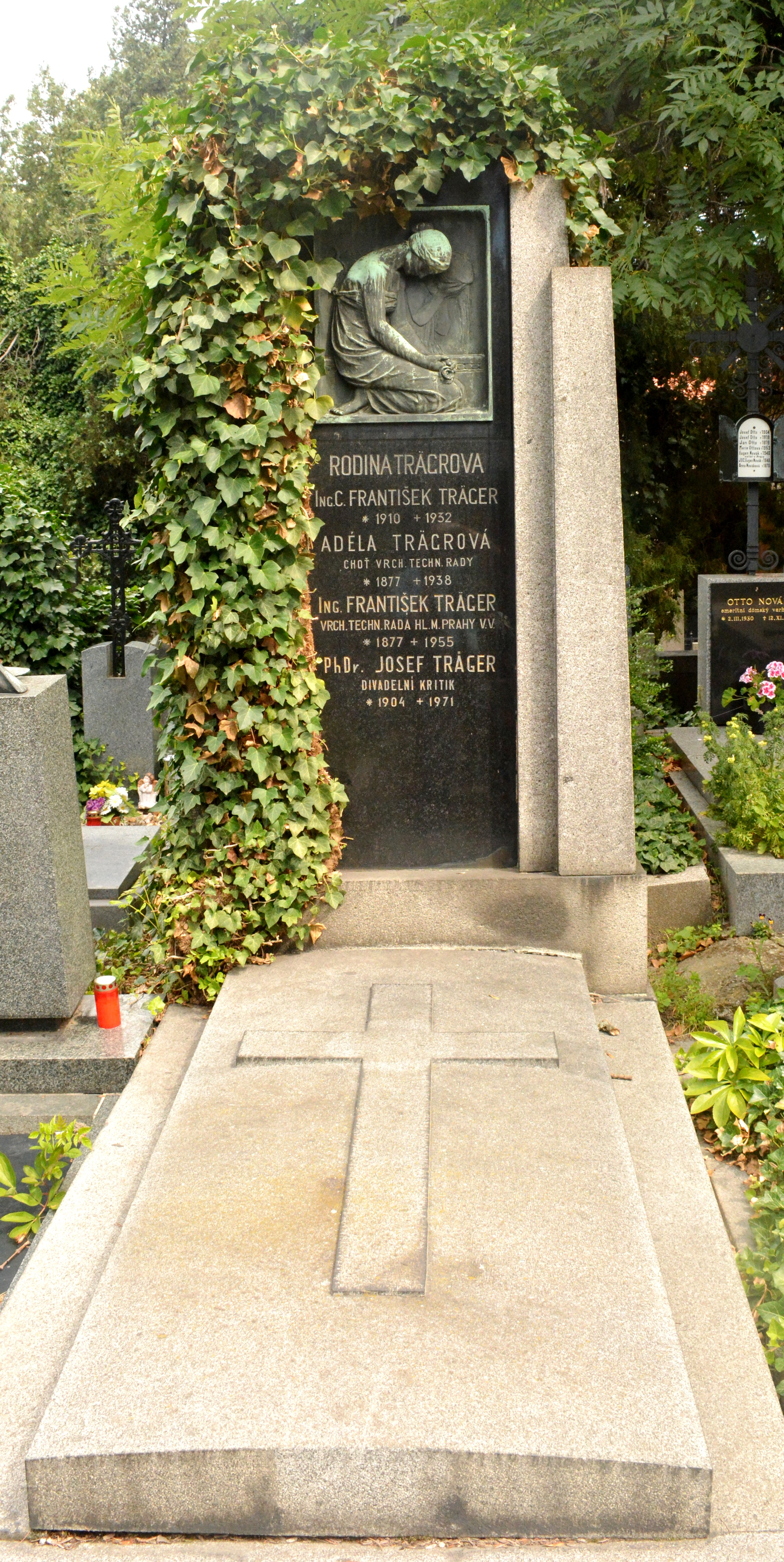
Rodinný hrob na Vyšehradském hřbitově v Praze

Josef Träger (27. května 1904 Praha – 10. června 1971 Praha) byl český divadelní kritik a teoretik, redaktor a scenárista.

## Rodina, studium
Narodil se v Praze v úřednické rodině. Začal studovat na reálném gymnáziu v pražské Křemencově ulici a pokračoval na reálném gymnáziu v Českých Budějovicích, kde maturoval v roce 1923. Následně byl přijat na Filozofickou fakultu Univerzity Karlovy v Praze, obor moderní filologie (slovanská a románská) a dějiny moderních literatur, kterou absolvoval v roce 1929 a získal titul PhDr.

## Zaměstnání
Začal pracovat jako tajemník v nakladatelství Melantrich. Během vojenské služby (1929–1931) působil nejdříve v Chomutově, později ve Vojenském vědeckém ústavu v Praze. Zde zůstal i po vojně až do roku 1933 jako knihovník a poté se vrátil do Melantrichu na funkci tajemníka ředitele a redaktor.
Již v roce 1939 se stal ředitelem nakladatelství Melantrich a působil zde do roku 1947. Za války umožnil vydávání děl umělců židovského původu (např. překlady německé barokní poezie Erika A. Saudka „Růže ran“, kryté vůči úřadům jménem Jana Reimosera) .
Od roku 1948 byl dramaturgem Čs. statního filmu, od roku 1954 až do své smrti dramaturgem Studia kresleného, loutkového a dětského filmu .
Po druhé světové válce redigoval Divadelní zápisník (1945–1948) a později také Divadelní noviny (1966–1968).

## Divadelní kritik
Na počátku 30. let 20. století patřil spolu s A. M. Píšou, Karlem Schulzem a Otakarem Mrkvičkou do okruhu kritiků spřízněných s avantgardou, ale nikoliv komunistických .
Ve druhé polovině 30. let 20. století publikoval divadelní kritiky zvláště v deníku A-Zet a v Listech pro umění a kritiku a prosazoval zásadní změny ve vedení pražských oficiálních scén. Byl stoupencem divadla řízeného režisérskou osobností . Za války byl divadelním referentem v Českém slově, po válce ve Svobodném slově , od roku 1947 v deníku Práce, v roce 1952 v Literárních novinách a přispíval rovněž do dalších periodik.
Používal šifry: t, R , dále také -Jtg-, jtg, t., T  , tg, -er, -ger.

## Další aktivity
V roce 1939 byl spoluzakladetem Kruhu přátel Divadla E. F. Buriana .
Za druhé světové války (ve druhé polovině okupace), založil spolu s Jiřím Frejkou při výtvarném odboru pražské Umělecké besedy Sdružení pro divadelní tvorbu, které se stalo významným centrem teatrologické aktivity pokrokového zaměření ,. Sdružení uskutečňovalo v letech 1943–1944 cykly přednášek o rozmanitých divadelních problémech, J. Träger připravoval úvodní referáty přednášek, které byly po válce vydány souhrnně. Při Sdružení existovala teatrologická knižnice, edice „Divadelní perspektivy“, která vydala několik knih o divadle.
V roce 1945 byl jmenován do Divadelní rady (předseda Jaroslav Kvapil), která byla uměleckým a kulturně politickým poradním sborem pro zásadní otázky v divadelnictví při ministerstvu informací, avšak existovala jen několik měsíců , v roce 1948 do Divadelní a dramaturgické rady (předseda Miroslav Kouřil), která byla poradním orgánem ministra školství pro věci divadla .
V letech 1948–1955 býval členem či předsedou poroty soutěže divadel Divadelní žatva. Pro Československou televizi připravil v letech 1954–1956 herecké medailony mj. o Zdeňce Baldové, Otylii Beníškové, Leopoldě Dostalové, Ladislavu Peškovi, Theodoru Pištěkovi, Františku Smolíkovi a Sašovi Rašilovovi .

## Pedagogická činnost
V letech 1947–1949 přednášel na DAMU dějiny českého dramatu a divadelní kritiky, v zimním semestru 1948/1949 také dějiny českého divadla na Filozofické fakultě Univerzity Karlovy .